# 시마바라번
시마바라 번(일본어: 島原藩 시마바라한[*])은 일본 에도 시대 히젠국 시마바라 주변을 지배했던 번이다. 초창기에는 히노에 번(日野江藩)으로 불렀다. 번청은 당초 히노에성(지금의 나가사키현 미나미시마바라시)에 두었으나, 후에 시마바라성(지금의 나가사키현 시마바라시)으로 이전하였다.

## 역대 번주
아리마가
1. 아리마 하루노부(有馬晴信) 재위 1600년 ~ 1612년
2. 아리마 나오즈미(有馬直純) 재위 1612년 ~ 1614년

막부 직할령 1614년 ~ 1616년
마쓰쿠라가
1. 마쓰쿠라 시게마사(松倉重政) 재위 1616년 ~ 1630년
2. 마쓰쿠라 가쓰이에(松倉勝家) 재위 1630년 ~ 1638년

고리키가
1. 고리키 다다후사(高力忠房) 재위 1638년 ~ 1655년
2. 고리키 다카나가(高力隆長) 재위 1655년 ~ 1668년

후코즈 마쓰다이라가
1. 마쓰다이라 다다후사(松平忠房) 재위 1669년 ~ 1698년
2. 마쓰다이라 다다오(松平忠雄) 재위 1698년 ~ 1735년
3. 마쓰다이라 다다미(松平忠俔) 재위 1735년 ~ 1738년
4. 마쓰다이라 다다토키(松平忠刻) 재위 1738년 ~ 1749년
5. 마쓰다이라 다다마사(松平忠祇) 재위 1749년

도다가
1. 도다 다다미쓰(戸田忠盈) 재위 1749년 ~ 1754년
2. 도다 다다토(戸田忠寛) 재위 1754년 ~ 1774년

후코즈 마쓰다이라 가문(재봉)
1. 마쓰다이라 다다히로(松平忠恕) 재위 1774년 ~ 1792년
2. 마쓰다이라 다다요리(松平忠馮) 재위 1792년 ~ 1819년
3. 마쓰다이라 다다코레(松平忠侯) 재위 1819년 ~ 1840년
4. 마쓰다이라 다다나리(松平忠誠) 재위 1840년 ~ 1847년
5. 마쓰다이라 다다키요(松平忠精) 재위 1847년 ~ 1859년
6. 마쓰다이라 다다아쓰(松平忠淳) 재위 1859년 ~ 1860년
7. 마쓰다이라 다다치카(松平忠愛) 재위 1860년 ~ 1862년
8. 마쓰다이라 다다카즈(松平忠和) 재위 1862년 ~ 1871년

## 같이 보기
- 폐번치현